# Francisco Trigoso
Francisco Manuel Trigoso de Aragão Morato (Santa Engrácia, Lisboa, 17 de setembro de 1777 — Santa Engrácia, Lisboa, 11 de dezembro de 1838) foi um político, jurisconsulto e publicista português, representante do liberalismo conservador. Foi deputado constituinte, deputado, ministro, conselheiro de Estado e par do Reino. Presidiu ao governo português entre 1 de agosto e 6 de dezembro de 1826.

## Biografia
Francisco Manuel Trigoso de Aragão Morato nasceu em Lisboa a 17 de Setembro de 1777, filho de Francisco Mendo Trigoso Pereira Homem de Magalhães e de Antónia Joaquina Teresa de Sousa Morato. Destinado à carreira eclesiástica, entre 1790 e 1793 fez os seus estudos preparatórios no Colégio dos Nobres, ingressando seguidamente na Universidade de Coimbra, onde em 1799, com apenas 22 anos de idade, se formou em Direito Canónico.
Estudante brilhante, iniciou uma carreira académica que o levou a ocupar o lugar de lente na Universidade de Coimbra. Publicou diversas obras de carácter jurídico e histórico, consideradas então de grande mérito, revelando-se um dos mais relevantes pensadores da política e do Direito português da época.
Com o advento do liberalismo, foi eleito deputado às Cortes Gerais Extraordinárias e Constituintes da Nação Portuguesa, nas quais foi, por cinco vezes, eleito para presidir à sessão. Teve um papel importante na reforma e uniformização dos Pesos e Medidas em Portugal, depois de fazer parte de uma comissão que estava encarregada de examinar os forais.
Tendo-se retirado de Lisboa em consequência da Vilafrancada, voltou à capital para colaborar na elaboração da Carta Constitucional que tinha sido prometida por D. João VI de Portugal e que nunca chegou a ser outorgada. Com a subida ao poder de D. Miguel retirou-se da vida pública, regressando à política mais uma vez, quando em Julho de 1833, Lisboa foi tomada pelas tropas liberais comandadas pelo 1.º duque da Terceira.
Em 1834, com a instauração do regime liberal, foi nomeado par do Reino por Carta Régia de 1 de Setembro de 1834, tendo prestado juramento na Câmara dos Pares no dia 5 de Setembro imediato. Logo na primeira sessão em que participou, a 18 de Setembro, foi recebida pela Câmara a comunicação em que D. Pedro IV de Portugal se declarava por doença incapaz de prosseguir a regência, a que se seguiu, no mesmo dia, a entrada da proposta de resolução da Câmara dos Deputados que declarava a maioridade de D. Maria II de Portugal, então com 16 anos. Francisco Trigoso opôs-se a esta resolução, tendo votado vencido.
Por Carta Régia lida na sessão de 25 de Setembro, foi Francisco Trigoso nomeado vice-presidente da Câmara dos Pares do Reino. Dado o prolongado impedimento do presidente daquela Câmara, o duque de Palmela, passou a presidir às sessões, tendo nelas uma participação de relevo.
Na Câmara dos Pares especializou-se em matérias do foro jurídico, como o direito fundiário e as hipotecas, e do foro eclesiástico, como as côngruas dos párocos e a forma da sua nomeação.
Em 1836, após a Revolução de Setembro, tentou, infrutiferamente, a conciliação dos cartistas com Manuel da Silva Passos, chefe dos setembristas. Por esta altura fez parte, como conselheiro, de uma comissão que iniciou o diálogo com a Santa Sé no sentido de normalizar as relações entre o Estado português e a Igreja Católica Romana.
Definindo-se como um liberal conservador do vintismo inicial, Francisco Trigoso fez posteriormente sempre parte do grupo político liderado por Pedro de Sousa Holstein, o 1.º duque de Palmela.
Entre outros, exerceu os seguintes cargos:
- Lente de Instituições Canónicas na Universidade de Coimbra.
- Comissário das Escolas e Estudos da Corte e Província da Estremadura (1806);
- Eleito vice-secretário da Academia Real das Ciências de Lisboa (1812);
- Sócio efectivo da Academia Real das Ciências de Lisboa (1814);
- Deputado às Cortes Gerais Extraordinárias e Constituintes da Nação Portuguesa, às quais presidiu durante cinco sessões.

Francisco Trigoso, como era conhecido na gíria parlamentar, faleceu repentinamente em Lisboa, a 11 de Dezembro de 1838, com 61 anos de idade. Foi sepultado no Alto de São João. Na altura era vice-presidente da Câmara dos Pares. Deixou uma extensa obra publicada, na maior parte sobre temas jurídicos e de história das instituições.
Foi casado com Maria José Trigoso.